# سیارک ۳۸۶۸۴
سیارک ۳۸۶۸۴ (به انگلیسی: 38684 Velehrad، نامگذاری:2000QK9) سی و هشت هزار و ششصد و هشتاد و چهارمین سیارک کشف شده‌است که در ۲۵ اوت ۲۰۰۰ کشف شد.